# Afzalgarh
Afzalgarh es una ciudad y municipio situado en el distrito de Bijnor en el estado de Uttar Pradesh (India). Su población es de 29101 habitantes (2011). 

## Demografía
Según el  censo de 2011 la población de Afzalgargh era de 29101 habitantes, de los cuales 15215 eran hombres y 13886 eran mujeres. Afzalgarh tiene una tasa media de alfabetización del 65,17%, inferior a la media estatal del 67,68%: la alfabetización masculina es del 69,81%, y la alfabetización femenina del 60,05%.